# Varga Imre (cselgáncsozó)
Varga Imre (Nagyszénás, 1945. augusztus 19. – Budapest, 2011. szeptember 18.) cselgáncsozó, olimpikon.
Unokatestvére Varga István szintén cselgáncsban ért el szép sikereket.

## Élete
1945. augusztus 19-én született az alföldi Nagyszénáson ötgyermekes család legifjabb tagjaként. Édesapja földműves volt, de kuláknak minősítették. Így be kellett lépniük a termelőszövetkezetbe. Általános iskolai tanulmányai befejeztével Imre is ott dolgozott, reggeltől estig a földeken. Alig múlt húsz, amikor bevonult Szegedre katonának. Birkózni kezdett, a Szegedi VSE szabadfogású versenyzője lett, de később áthelyezték Bajára. A sportot mindenképpen folytatni szerette volna, csakhogy új állomáshelyén csupán cselgáncsozni lehetett, ezért elment a Bajai Fatömegcikk SE edzéseire. 1968-ban az egyik versenyen felfigyelt rá Króner Ferenc, a Bp. Spartacus edzője, s csapatához hívta a már ekkor is bivalyerős fiatalembert. Leszerelés után a fővárosba költözött.
1968-ban már magyar bajnok lett csapatban, s a nemzeti válogatottba is meghívást kapott. Bár voltak kisebb-nagyobb megszakítások, tizenkét éven át képviselte Magyarországot nehézsúlyban, és olykor az abszolút kategóriában a nemzetközi viadalokon.
Alig kétévnyi dzsúdózás után már az ország legjobbjai között emlegették. Aztán egy újabb év, és Európában is bemutatkozott: ötödik helyen végzett az 1971-es göteborg-i Eb-n.
A Képes Sport szakírója szerint gyors fejlődését „iszonyatos erejének és a súlyát meghazudtoló gyorsaságának” köszönhette. Technikájának elsajátítása azonban sokkal nehezebb volt. Ennek volt betetőző állomása a japán „tanulmányút”, aminek köszönhetően az 1974-es londoni Európa-bajnokságon harmadik helyezést ért el, holott müncheni olimpián egyetlen mérkőzésen vereséget szenvedett, melyet követően kitették a válogatottból, leírták.
A japánok csakis azért a legjobbak a világon, mert mindenkinél többet és jobban dolgoznak.
A kemény edzések után 5. helyen végzett a bécsi világbajnokságon, majd a montréali olimpián ezúttal két mérkőzést játszott. Az elsőn az Európa-bajnok (négy évvel később olimpiát nyert) német Lorenzet győzte le, ám a másodikon vereséget szenvedett (az ellenfél a végül bronzérmes koreai Jae-Ki Cho volt), és kiesett.
Még többet gyakorolt, edzett, majd az 1978-as helsinki Eb-n majdnem aranyat szerzett, egy rosszul sikerült dobás miatt azonban végül a földön végezte. Abszolút kategóriában az ezüst mellé egy bronzérmet sikerült nyernie.
Egy évvel később egy újabb Eb-bronzéremmel gazdagodott a brüsszeli Európa-bajnokságon, ahol csak a győztes, a világbajnok francia Jean-Luc Rougé tudta megállítani. Majd következett a párizsi világbajnokság, amelyen úgy lett harmadik helyezett, hogy előtte – többek között – a 172 kg-mal mérlegelt Alekszej Tyurint kellett legyőznie. A sikeres leszorítás pedig azt jelentette, hogy Varga Imre megszerezte a magyar dzsúdósport első világbajnoki érmét.
A moszkvai olimpia évében, májusban, Bécs rendezte az Eb-t. A döntőbe jutásért azzal a holland Adelaarral kellett mérkőznie, aki 1978-ban az aranyért vívott csatában legyőzte őt. Ezúttal Varga nyert, s készülhetett a döntőre, ahol pedig azzal a Tyurinnal került ismét össze, akit Párizsban megvert, most azonban ez nem sikerült. Csak utólag derült ki, hogy Varga sérült csuklóval és törött lábujjal lépett tatamira. Az Eb-ezüst így is szép reményekkel kecsegtetett a moszkvai olimpiára. A kuvaiti versenyző ellen nem lehetett gond, de az addig ugyancsak teljesen ismeretlen észak-koreaival már nem bírt. Érmet ezúttal sem szerzett. Két hónappal később Varga újra országos bajnoki címet nyert. Azt az Ozsvár Andrást győzte le, aki Moszkvában az abszolút kategóriában bronzéremig jutott. Varga Imrének ez immár a 12. országos bajnoki címe volt, s ezzel minden idők második legeredményesebb dzsúdósává vált (az első a békéscsabai Kristóf János, 13 aranyéremmel).
Mindezek után is folytatta tovább a Spartacusban, immár edzőként segítette a válogatott felkészülését. Megszerezte a Testnevelési Főiskolán az edzői diplomát. Ami neki nem sikerült, azt tanítványai elérték: Tolnai László 1990-ben Frankfurtban Európa-bajnok lett, Dubovszky István Szöulban olimpiai ötödik, Molnár Lajos pedig Eb-bronzérmet szerzett (1982, Rostock).
2011. szeptember 18-án egy budapesti utcán rosszul lett, szívinfarktust kapott. A helyszínen vesztette életét. Hamvait egy héttel később szülőhelyén, Nagyszénáson temették el, a szeretett szülőkkel egy sírba. Édesapja mindig nagyon büszke volt fia sportsikereire. Érdekesség, hogy apja 1981-ben, Imre fia sportpályafutásának befejezését követően hunyt el.

## Pályafutása
1967-ben került a Budapesti Spartacusba, ahol Gyuró László és Króner Ferenc irányították szakmai felkészülését.
Az 1974-es londoni Európa-bajnokságon bronzérmet szerzett az abszolút kategóriában. Egy évvel később a Bécsben megrendezett világbajnokságon az 5. helyen végzett. Az 1978-as helsinki EB-n két érmet is szerzett: ezüstöt a +95 kilogrammosok között, és bronzot az abszolút kategóriában. 1979-ben megszerezte a magyar cselgáncssport első világbajnoki érmét a +95 kilogrammosok között kivívott harmadik helyezésével. Ugyanebben az évben egy EB bronzérmet is kiérdemelt.
1971–1980 között tagja volt a magyar válogatottnak. Négyszer választották meg az év cselgáncsozójává. A magyar bajnokságot tizenkétszer nyerte meg. Teljesítményével az örök bajnoki rangsor második helyét érdemelte ki.
1978-ban szerzett a Testnevelési Főiskolán edzői diplomát, 1981-től a Spartacusnál nevelte az ifjú sportolókat.
Rendkívül sikeres pályafutása során – a magyarok közül elsőként – nyert világbajnoki bronzérmet, elért két világbajnoki ötödik helyezést, állhatott kétszer az Európa-bajnoki dobogó második fokán, és begyűjtött három Eb-bronzérmet és egy kontinensbajnoki ötödik helyet. Tizenkétszer nyert magyar bajnokságot, ezzel a bajnoki örökrangsor második helyén áll Magyarországon.